# Patricia Obo-Nai
Patricia Obo-Nai, femme d'affaires et ingénieure ghanéenne, est la première directrice générale de Vodafone au Ghana. En mai 2021, elle est nommée parmi les 50 femmes leaders les plus influentes d’Afrique dans l'entrepreneuriat par Leading Ladies Africa.

## Biographie

### Éducation et Vie privée
Après ses études secondaires, elle  s' inscrit à l'Université des Sciences et Technologies Kwame Nkrumah où elle obtient un diplôme de premier cycle en génie électrique. Elle complète  sa formation par un Executive MBA et des programmes d'éducation exécutive à l'Université du Ghana, à la Kellogg School of Management aux États-Unis et à l'INSEAD en France ,,,. Mariée, elle est mère de trois enfants.

### Carrière professionnelle
En 1997, elle commence sa carrière dans les télécommunications à Millicom Ghana Limited où elle  passe 14 ans. Elle  poursuit  son parcours chez Vodafone Ghana. Elle y occupe successivement les postes de directrice de la technologie, directrice des opérations fixes et des opérations clients avant d'être nommée directrice Générale en 2019,.
Elle siège aussi  à plusieurs conseils d'administration notamment celles de membre du conseil consultatif du West African STEM Hub. De membre consultatif de la Global Young Academy, e membre du conseil d'administration de la Fondation KNUST, de membre de l'Institut ghanéen des ingénieurs et de l'Executive Women Network . En mai 2021, elle est  reconnue par Leading Ladies Africa parmi les 50 femmes africaines les plus influentes dans les secteurs des affaires et de l'entrepreneuriat .

### Prix et distinctions
Elle reçoit des distinctions honorifiques suivantes ,:
- 2012: prix de la meilleure technologue féminine aux Ghana Telecom Awards annuels en juin;
- 2018: classée parmi les 100 femmes leaders les plus inspirantes de Vodafone
- 2019: prix de la torche d'honneur Presec « Odade3 »;
- 2020: prix d'excellence des femmes ghanéennes [12]; personnalité des télécommunications de l'année aux National Communications Awards[13] et prix du modèle de leadership féminin pour les jeunes professionnels[14];
- 2021: prix d'excellence en leadership féminin au Sommet du réseau des PDG du Ghana[15] et des PDG les plus respectés d'Afrique dans le secteur des télécommunications [16]